# Storia del Mozambico
La storia del Mozambico è stata in gran parte segnata dalla colonizzazione portoghese. A causa della politica coloniale portoghese, il Mozambico ha ottenuto l'indipendenza al prezzo di una profonda recessione economica che tuttora contribuisce a collocare il paese fra i più poveri del mondo.

## Epoca precoloniale
I primi abitanti del Mozambico furono probabilmente i San, un popolo di cacciatori-raccoglitori diffuso in gran parte dell'Africa meridionale. Fra il I e il IV secolo giunsero nella zona, in diverse ondate migratorie, popoli bantu provenienti dal nord dediti all'allevamento e alla lavorazione del ferro. Da allora fino all'epoca del Medioevo europeo, diversi regni bantu nacquero e prosperarono fra il Mozambico e lo Zimbabwe; fra questi si ricorda in particolare l'Impero di Monomotapa, a cui si attribuisce la costruzione della città di Grande Zimbabwe.
A partire dall'VIII secolo circa, gli Arabi iniziarono a colonizzare le coste e le isole del Mozambico, stabilendovi porti e insediamenti commerciali. Gran parte della popolazione locale abbracciò l'Islam, e l'intera regione fu a lungo sotto il controllo politico dei sultani. Uno dei porti più importanti dell'epoca era quello di Sofala, attraverso cui si commerciava l'oro proveniente dall'entroterra.

## Colonizzazione portoghese
Vasco da Gama giunse sulle coste del Mozambico nel 1498. A partire dai decenni successivi, scalzando progressivamente gli Arabi, i Portoghesi crearono una serie di insediamenti nella regione, soprattutto come basi per il rifornimento delle navi in viaggio verso le Indie Orientali. Il nome "Moçambique" designò dapprima una piccola isola corallina all'imboccatura della baia di Mossuril, in cui i Portoghesi costruirono un forte (1510) e una cittadina (São Sebastião de Moçambique); in seguito, lo stesso nome venne a indicare tutto il sistema di colonie portoghesi sulla costa orientale dell'Africa.
Nel periodo fra il 1580 e il 1640, in cui la corona di Portogallo e quella di Spagna furono unificate, le colonie portoghesi in Africa conobbero un periodo di decadenza e abbandono. Anche in seguito, gli interessi coloniali del Portogallo furono dirottati principalmente verso il Brasile, e l'espansione in Mozambico ricevette pochissimi finanziamenti. Nel corso del XVII secolo fu costituito come "Capitaneria generale" alle dipendenze del viceregno dell'India Goa (1609-1752) ampliando i possedimenti portoghesi verso l'interno e creando vari governatorati (Moçambique, Quelimane, Tete, Quiloa (Kilwa), Nova Sofala, Sena, Querimbe e isole di Cabo Delgado con Rios de Cuama). Nel 1752 il Mozambico divenne formalmente colonia portoghese, ma il controllo di Lisbona sui possedimenti dell'Africa orientale era minimo; l'usufrutto della terra fu concesso a privati europei (non necessariamente portoghesi), ciascuno dei quali amministrava uno o più appezzamenti (prazos). In questo periodo, i porti in Mozambico vennero utilizzati estensivamente anche per il commercio degli schiavi.
Nel 1891, la corona portoghese concesse diritti sovrani sul Mozambico a una grande compagnia privata, la Companhia de Mocambique, che era controllata principalmente da magnati britannici. La compagnia sviluppò notevolmente la colonia, costruendo ferrovie e commerciando in manodopera e schiavi con le colonie britanniche, in particolare il Sudafrica.
Nel XX secolo la colonia raggiunse i confini attuali ed era suddivisa in 5 distretti o governatorati (Mozambico, Quelimane, Tete, Inhambane, Lourenço Marques) e due territori in concessione alla Companhia do Niassa e alla Companhia do Moçambique per un periodo di 50 anni dal 1891. Le ferrovie coprivano 920 km.

## Indipendenza

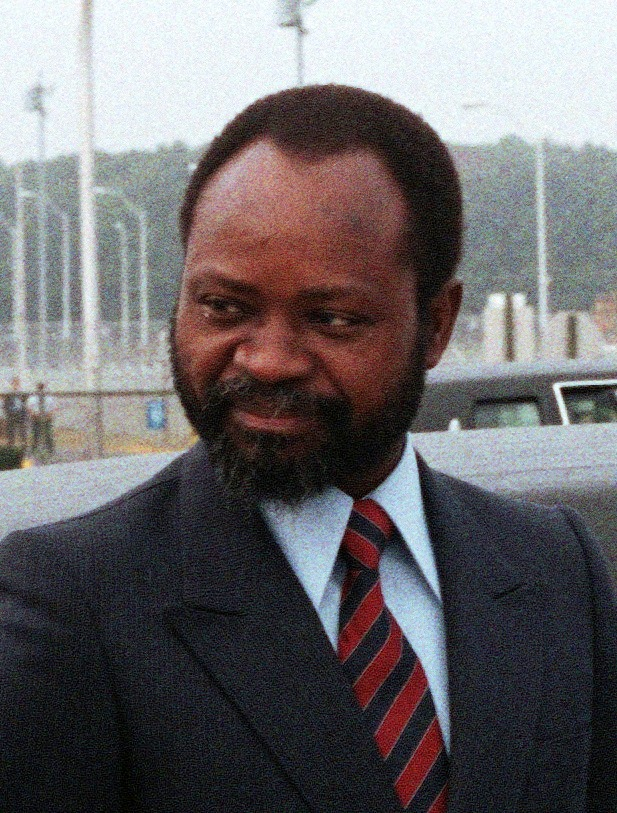
Samora Machel.

Dopo la seconda guerra mondiale, la maggior parte delle grandi nazioni europee diede inizio a un processo di decolonizzazione, affrancando progressivamente le colonie africane dal potere coloniale. Il Portogallo, governato dal dittatore António de Oliveira Salazar, non seguì questa linea. Ulteriori coloni partirono dal Portogallo verso il Mozambico, dove la popolazione di origine europea arrivò nel 1975 a circa 250.000 persone.
La popolazione locale, tuttavia, era agitata da movimenti indipendentisti, gran parte dei quali confluirono, nel 1962, nel movimento armato Fronte per la liberazione del Mozambico (FRELIMO). A partire dal 1964, il FRELIMO diede inizio alla Guerra d'indipendenza del Mozambico. Il Portogallo stava già sostenendo un conflitto armato contro forze indipendentiste in Angola e Guinea-Bissau; l'insieme di questi conflitti viene detto Guerra coloniale portoghese.
Poco dopo il ritorno della democrazia in Portogallo con la Rivoluzione dei garofani, il FRELIMO prese la capitale in aprile del 1974 dopo 10 anni di combattimenti.  Il Portogallo annunciò allora che avrebbe avviato una transizione politica in Mozambico contemporaneamente alle elezioni multipartitiche prima dell'indipendenza, ma il FRELIMO condannò la proposta. La dirigenza del partito, guidata da Samora Machel, ribatté che era l'unico rappresentante legittimo del popolo mozambicano e chiese che gli fosse consentito di prendere il potere direttamente, senza elezioni multipartitiche.  All'inizio di settembre 1974, il Portogallo annunciò che avrebbe accolto la richiesta del FRELIMO.
I coloni portoghesi furono espulsi o fuggirono con propri mezzi e il 25 giugno 1975 il Mozambico si autoproclamò indipendente. Machel, comandante del FRELIMO, fu il primo presidente e dittatore fino al 1986 della Repubblica Popolare del Mozambico, che fu uno Stato comunista.
Rispetto alle altre nazioni europee, il Portogallo ebbe una politica coloniale caratterizzata dallo scarso sviluppo dei territori d'oltremare. Questo fatto, combinato alla rapida fuga dei coloni portoghesi durante la guerra di indipendenza, lasciò il Mozambico in uno stato di crisi economica e totale mancanza di manodopera qualificata (ad esempio, nel 1975 erano presenti solamente 80 medici). Il FRELIMO rispose a questa situazione e alla congiuntura della guerra fredda allineandosi politicamente con l'Unione Sovietica e chiedendo supporto ai paesi del blocco comunista. Il Mozambico divenne un paese socialista, con un solo partito, appoggiato soprattutto dall'Unione Sovietica e da Cuba.

## Guerra civile
Dopo l'indipendenza, il Mozambico divenne un punto di riferimento per i movimenti indipendentisti e anti-apartheid dei vicini Sudafrica e Rhodesia. Questi paesi, con l'apporto anche degli Stati Uniti, finanziarono la costituzione in Mozambico di un esercito di liberazione anti-comunista detto RENAMO. Nei primi anni ottanta, il RENAMO iniziò una serie di attacchi contro le strutture del Paese (inclusi ferrovie, scuole e ospedali), trascinando il Mozambico in una guerra civile che, tra il 1981 e il 1994 (anche se ufficialmente si concluse nel 1992), provocò circa un milione di morti, di cui il 95% furono vittime civili.
Nel 1984, il Mozambico firmò col leader nazionalista sudafricano P. W. Botha l'Accordo di Nkomati, che prevedeva la cessazione delle ostilità in cambio dell'espulsione dal Mozambico dei membri in esilio del movimento anti-apartheid sudafricano African National Congress (ANC). Il Mozambico tenne fede all'accordo, ma il Sudafrica continuò a finanziare i ribelli. Nel 1986, Samora Machel morì in territorio sudafricano in un incidente aereo di cui molti attribuirono la responsabilità ai servizi segreti sudafricani. A Machel succedette Joaquim Chissano.
Nel 1990, il regime sudafricano dell'apartheid stava crollando, e aveva anche perso l'appoggio degli Stati Uniti. In questo mutato contesto, FRELIMO e RENAMO iniziarono a negoziare. A novembre venne stipulata una nuova costituzione, che decretava la nascita in Mozambico di una democrazia multipartitica. L'accordo fra le due organizzazioni fu ulteriormente sancito dagli accordi di pace di Roma, stipulati con l'intermediazione della diplomazia italiana, della Comunità di Sant'Egidio e delle Nazioni Unite. Gli accordi, siglati da Chissano e dal leader RENAMO Afonso Dhlakama, divennero operativi il 15 ottobre 1992. Le Nazioni Unite inviarono un contingente di pace (ONUMOZ) con lo scopo di sorvegliare la fase di transizione alla democrazia. Il passaggio fu completato in pochi anni, e nel 1995 l'ONUMOZ lasciò il Paese.

## Democrazia
Le elezioni si tennero nel 1994, e furono accettate come regolari ed eque dalla maggior parte dei partiti. Vinse il FRELIMO; il RENAMO emerse come principale partito di opposizione. La politica del FRELIMO dopo le elezioni segnò comunque un netto cambiamento di rotta rispetto al passato, e nel 1995 il Mozambico entrò nel Commonwealth (unico paese membro a non essere mai stato parte dell'Impero britannico). Diversi milioni di profughi iniziarono a rientrare nel paese.
Le elezioni successive (dicembre 1999) furono nuovamente vinte dal FRELIMO. Questa volta il RENAMO denunciò brogli elettorali, rivolgendosi alla Corte Suprema, che tuttavia sentenziò a favore della correttezza delle elezioni.
Nel 2001, Chissano dichiarò di non volersi presentare per la terza volta come candidato alla presidenza, criticando in modo non troppo velato il presidente dello Zambia Frederick Chiluba e quello dello Zimbabwe Robert Mugabe, entrambi rimasti al potere per diversi mandati. Alle elezioni del dicembre 2004 Armando Guebuza si presentò come candidato per il FRELIMO, vincendo le elezioni e diventando presidente il 2 febbraio 2005.

## Situazione attuale
Il Mozambico odierno si trova ancora in una situazione economica estremamente critica, segnata dalla fuga di capitali esteri durante il periodo comunista e dai danni portati dalla guerra civile. Ulteriori danni sono stati portati dal ciclone che nel 2000 ha investito il paese, causando centinaia di morti. Inoltre, ci sono state in passato polemiche riguardanti il presunto dirottamento dei fondi internazionali da parte di funzionari corrotti del FRELIMO (un giornalista che indagava su questi temi, Carlos Cardoso, il 22 novembre 2000 fu assassinato in circostanze misteriose). Gli unici settori dell'economia del Mozambico che a oggi appaiono stabilmente in crescita sono quelli legati al turismo; gli investimenti in questo settore provengono soprattutto dal Sudafrica e in parte dall'Asia. Tuttavia, gli introiti provenienti dalle attività turistiche non contribuiscono in modo significativo all'innalzamento del tenore di vita della popolazione. Paradigmatica in questo senso è la condizione di città come Beira, in cui strutture turistiche relativamente lussuose si trovano a pochi chilometri di distanza dalle enormi baraccopoli dove vive la maggior parte della popolazione locale.